# 囊泡海葵属
囊泡海葵属（学名：Phlyctenanthus）也称泡囊海葵属，为海葵科的一个属。

## 下属物种
本属包括以下物种：
- 澳洲囊泡海葵 Phlyctenanthus australis Carlgren, 1950
- Phlyctenanthus regularis Zamponi & Acuña, 1992